# 土耳其航空航太工業
土耳其航空航太工業股份公司（土耳其語：TürkHavacılıkve Uzay SanayiA.Ş.，TUSAŞ，簡稱：TAI，土耳其航太工業），是土耳其航空航天系統設計，開發，製造，集成，現代化和售後支持的技術中心。土耳其航空航天於1973年6月28日成立，隸屬於工業和技術部，以減少土耳其在國防工業中對外國的依賴。公司最初的25年為土耳其及美國的共同投資項目，在土耳其製造F-16戰機。2005年，透過收購外資持有的股份和合併了TAI及TUSAŞ的業務，土耳其航空航天工業公司當今的架構正式成形。

## 產品

### 飛機
- F-16戰鬥機（授權生產）
- 噴射自由鳥
- TAI Hürkuş（英语：TAI Hürkuş）
- TFX戰鬥機
- E-737空中預警機（授權改造）

### 直升機
- T129直升機（英语：T129）
- T625直升機（英语：TAI T625）
- T629直升機（英语：TAI T629）
- T929直升機（英语：TAI T929 ATAK 2）

### 無人機
- 土耳其安卡無人機

### 人造衛星
- 突厥-1（英语：Göktürk-1）
- 突厥-2（英语：Göktürk-2）
- 突厥-3（英语：Göktürk-3）
- 突厥衛星6A（英语：Türksat 6A）

## 图集

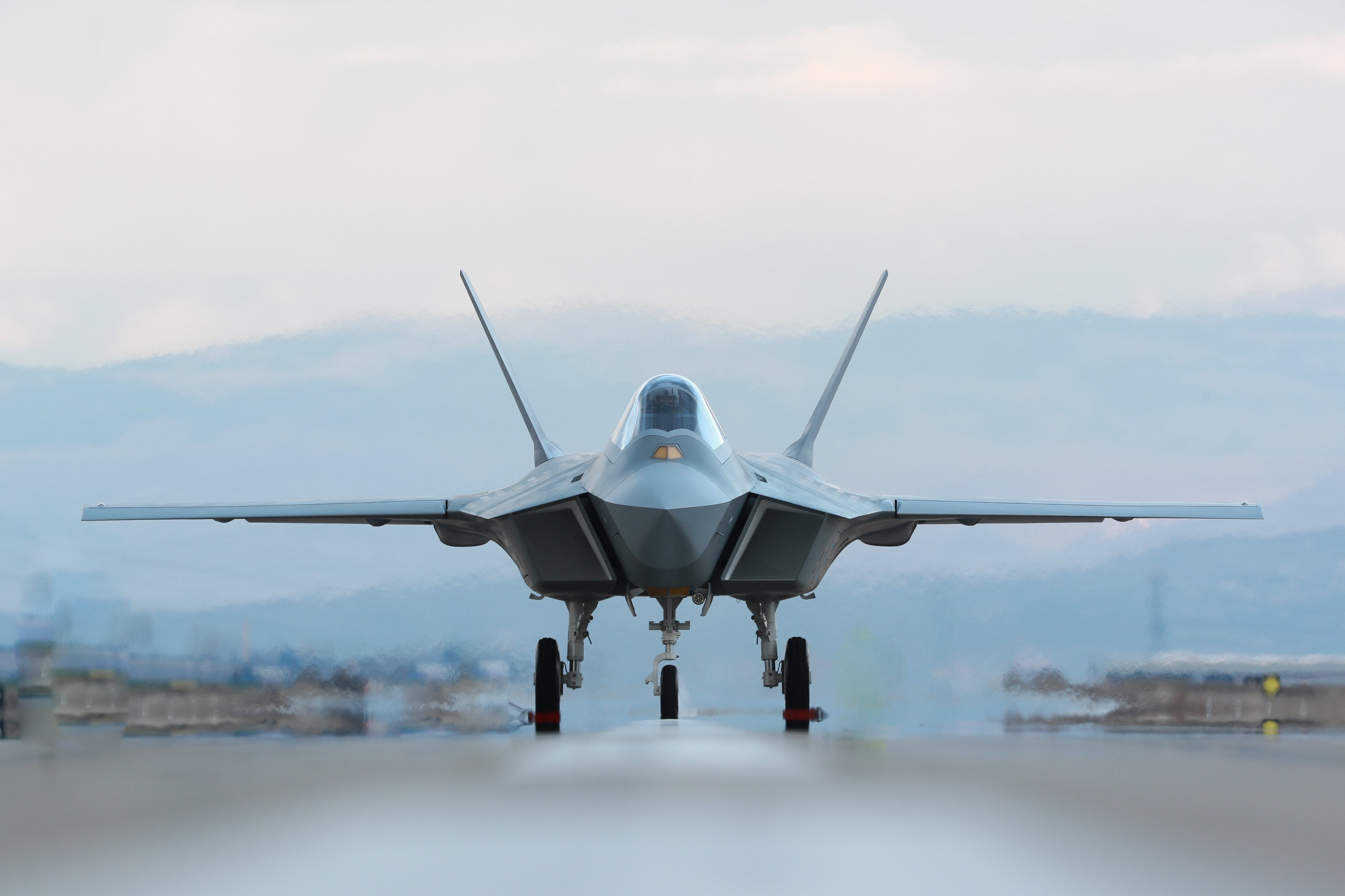
TFX戰鬥機
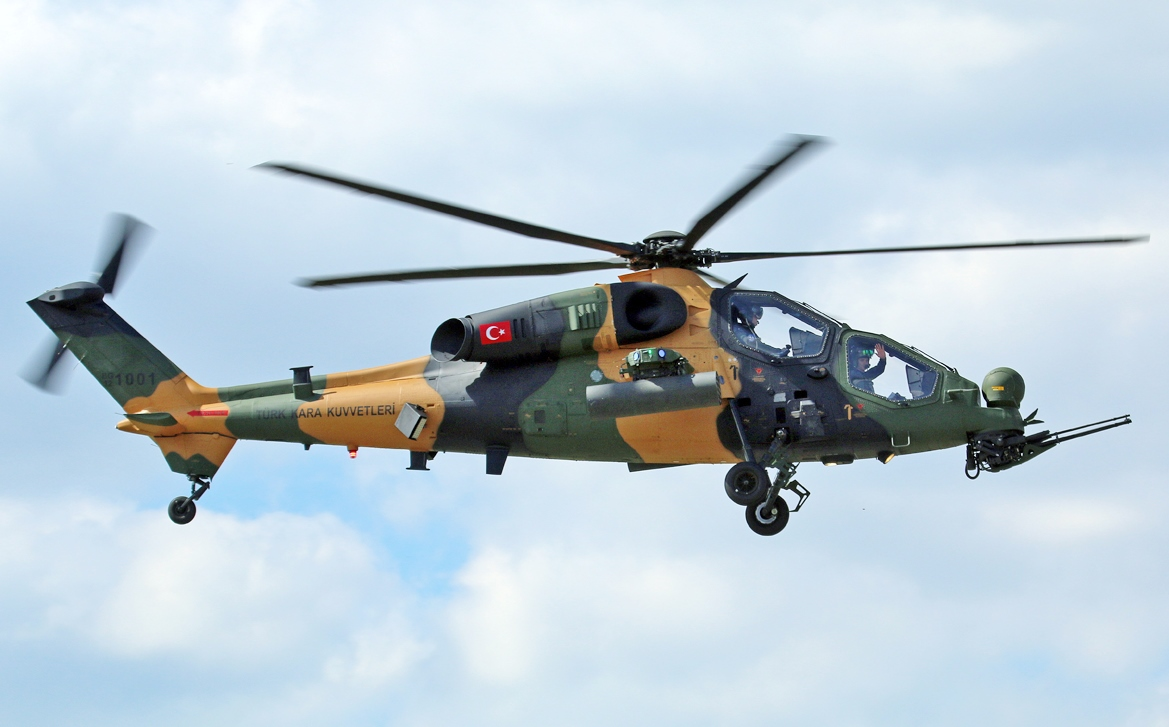
T129直升機（英语：T129）
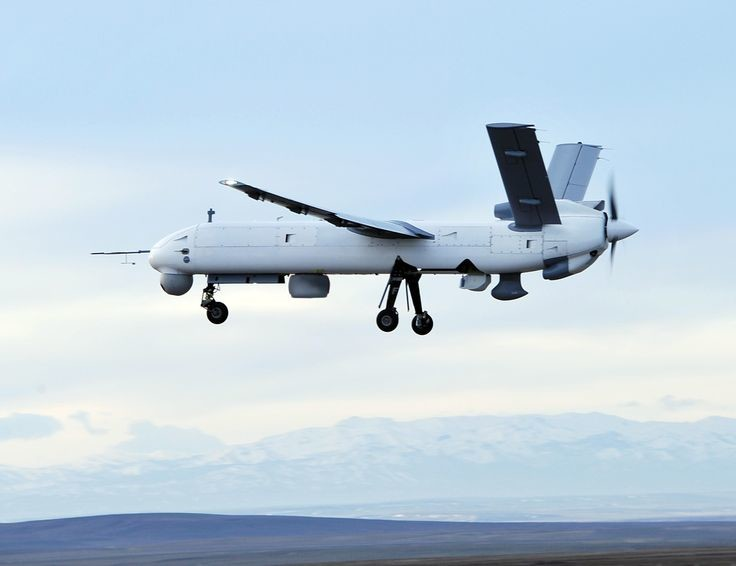
土耳其安卡無人機

## 相關事件
2024年10月23日，公司總部遭到恐怖襲擊，造成5人死亡、22人受傷。2名襲擊者在反擊中被擊斃。